# Index (matematik)
Ett index är en naturlig variabel som skiljer på olika element i en vektor eller annat matematiskt objekt.
Ofta ser man index angivna i indexläge, som till exempel ett index i som anger tre olika tal a1, a2 och a3:
{\displaystyle a_{i},\ i=1,2,3\,.}
I tensorkalkyl, särskilt inom fysikalisk matematik, används ofta även ett övre indexläge. Det innebär att sammanhanget får avgöra om ett uttryck som a2 står för kvadraten av en storhet a, eller för den andra storheten i en familj (a1,a2,...).